# Translocase ATP/ADP
La translocase ATP/ADP, ou ATP-ADP translocase, ou encore  translocateur de nucléotides à adénine est un transporteur membranaire permettant à l'ATP et à l'ADP de traverser la membrane mitochondriale interne. Il s'agit d'une protéine membranaire intégrale qui intervient dans la respiration cellulaire en permettant à l'ATP produit dans la matrice mitochondriale de gagner le cytoplasme, tandis que l'ADP prend le chemin inverse, afin de pouvoir être phosphorylé en ATP par l'ATP synthase dans la matrice mitochondriale à l'issue du processus de phosphorylation oxydative. Plus de 10 % des protéines de la membrane interne des mitochondries sont des translocases ATP/ADP, ce qui en fait la protéine la plus abondante dans ce milieu,.

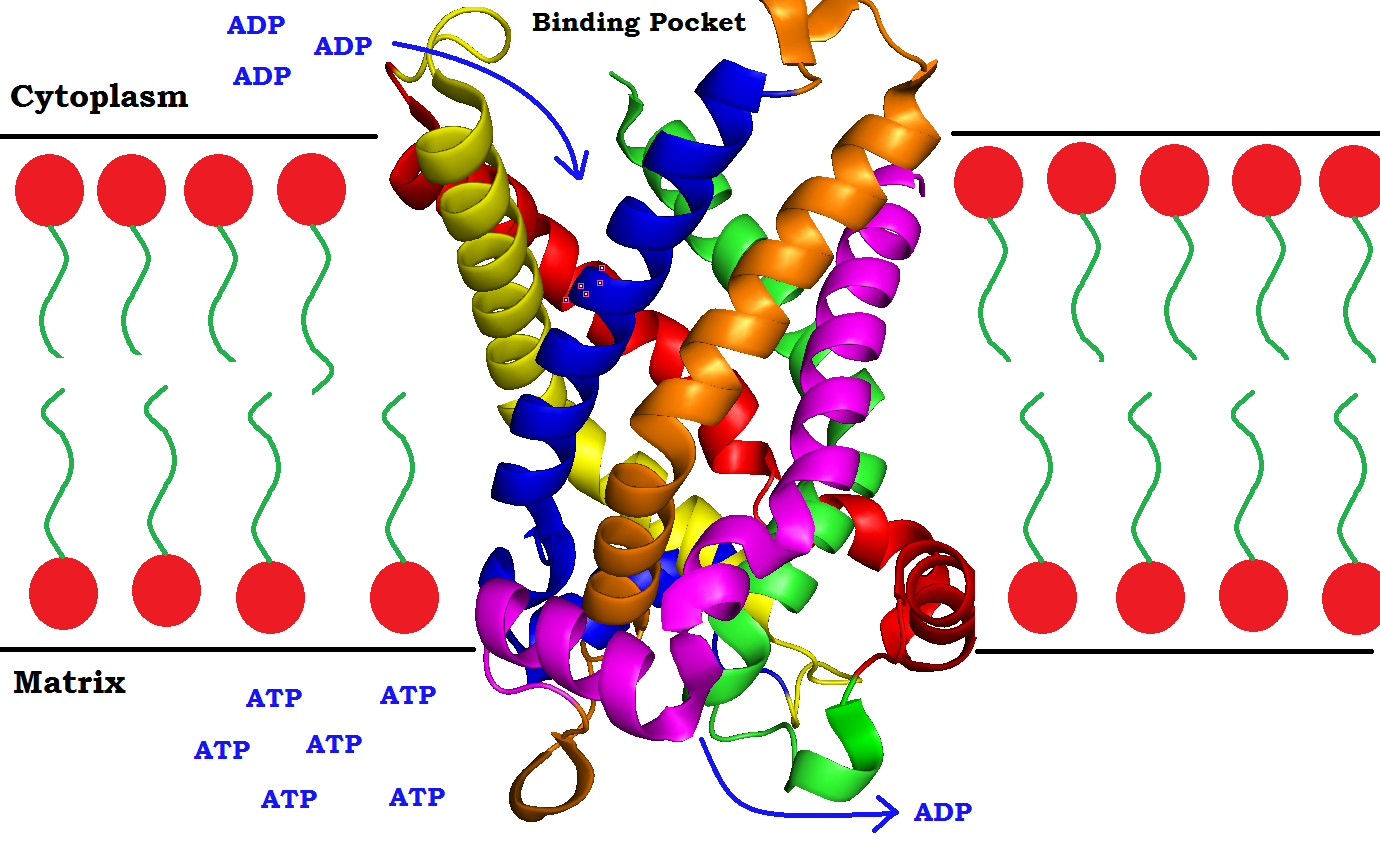
Représentation d'une translocase ATP/ADP dans la membrane mitochondriale interne.

On a longtemps pensé qu'elle fonctionnait de manière asymétrique comme un dimère de sous-unités identiques procédant à l'échange de l'ADP contre l'ATP à travers la membrane mitochondriale interne. L'étude de la structure tridimensionnelle de cette protéine a cependant révélé qu'il s'agit d'un monomère, et ce aussi bien dans les détergents que dans les membranes elles-mêmes,.

## Structure et fonctionnement
Chez l'homme, l'ATP-ADP translocase est une protéine de 297 résidus d'acides aminés pour une masse d'environ 30 kDa. Elle contient six hélices α transmembranaires formant un tonneau à cavité conique accessible depuis l'extérieur, où se lie le substrat. Le site de liaison, conservé dans la plupart des isoformes, est constitué essentiellement de résidus basiques qui se lient fortement à l'ATP ou à l'ADP et a un diamètre de 2 nm et une profondeur de 3 nm. En particulier, on a pu montrer que les résidus de lysine 38 et d'arginine 96, 204, 252, 253 et 294 sont essentiels à l'activité de transport de cette protéine.
L'ATP et l'ADP sont des molécules électriquement chargées qui ne peuvent normalement pas franchir la bicouche lipidique de la membrane mitochondriale interne, mais la translocase ATP/ADP fonctionne comme un antiport qui permet d'échanger une molécule d'ADP de l'espace intermembranaire mitochondrial contre une molécule d'ATP de la matrice mitochondriale. La cavité de cette protéine fait alternativement face au côté cytoplasmique et au côté matriciel de la membrane interne de la mitochondrie. L'ADP de l'espace intermembranaire se lie à la translocase et induit dans cette protéine un changement conformationnel qui libère l'ADP côté matriciel ; l'ATP de la matrice mitochondriale peut alors se lier à cette cavité, ce qui induit un changement conformationnel réciproque, plaçant l'ouverture de la cavité vers l'espace intermembranaire, dans lequel l'ATP peut librement diffuser et gagner le cytoplasme, ce qui a pour effet de rétablir l'état d'origine de la translocase, prête pour un nouveau cycle de translocations.
L'ATP et l'ADP sont les seuls nucléotides naturels reconnus par cette translocase.
Le processus net peut être représenté par l'équation :
ADP3−cytoplasme + ATP4−matrice → ADP3−matrice + ATP4−cytoplasme.
Ce processus d'échange d'ATP et d'ADP par la translocase est coûteux en énergie : on estime qu'environ le quart de l'énergie libérée par la chaîne respiratoire de la respiration aérobie est utilisé pour régénérer le potentiel de membrane dissipé par la translocase ATP/ADP.

## Rôle dans la cellule
L'ATP est utilisé dans le cytoplasme, où il est hydrolysé en ADP et phosphate, pour rendre thermodynamiquement favorables divers processus consommateurs d'énergie tels que les biosynthèses, la locomotion, ou encore le transport actif d'espèces chimiques à travers des membranes. L'ADP, quant à lui, est phosphorylé en ATP dans les mitochondries dans le cadre de la phosphorylation oxydative.
L'ATP est donc converti en ADP dans le cytoplasme mais est régénéré dans les mitochondries : il est donc nécessaire de permettre à l'ADP cytoplasmique d'entrer dans la matrice mitochondriale pour y redonner de l'ATP, et à l'ATP de sortir de la matrice mitochondriale pour rejoindre le cytoplasme où il sera utilisé en redonnant de l'ADP. Ainsi, l'homme régénère ainsi quotidiennement une masse d'ATP équivalente à son propre poids, qui transite donc intégralement par la translocase ATP/ADP de ses cellules pour permettre au métabolisme cellulaire de se poursuivre.